# Quarry Hill, Victoria
Quarry Hill är en del av en befolkad plats i Australien. Den ligger i kommunen Greater Bendigo och delstaten Victoria, omkring 130 kilometer nordväst om delstatshuvudstaden Melbourne. Antalet invånare är 2 222.
Runt Quarry Hill är det glesbefolkat, med 8 invånare per kvadratkilometer.. Närmaste större samhälle är Bendigo, nära Quarry Hill. 
I omgivningarna runt Quarry Hill växer huvudsakligen savannskog. Genomsnittlig årsnederbörd är 618 millimeter. Den regnigaste månaden är februari, med i genomsnitt 87 mm nederbörd, och den torraste är januari, med 17 mm nederbörd.